# Oscar Lindh
Oscar Wilhelm Lindh (i riksdagen kallad Lindh i Säffle), född 18 maj 1847 i Holmedals församling, Värmlands län, död 19 november 1904 i By församling, Värmlands län, var en svensk kronolänsman och riksdagspolitiker.
Lindh var från 1876 kronolänsman i Näs härad (Värmlands län). 1882–1900 var han polisuppsyningsman i Säffle köping. I riksdagen var han under mandatperioden 1894–1896 ledamot av andra kammaren, invald i Södersysslets domsagas valkrets. Han var också kommunalordförande och ordförande i Näs härads hästförsäkringsbolag.